# Ion Cernea
Ion Cernea   (Râu Alb, 21 d'octubre de 1936 - Bucarest, 30 de juny de 2025) va ser un lluitador romanès, especialista en lluita grecoromana, que va competir durant les dècades de 1950 i 1960.
El 1960 va prendre part en els Jocs Olímpics de Roma, on guanyà la medalla de plata en la prova del pes gall del programa de lluita grecoromana. Quatre anys més tard, als Jocs de Tòquio guanyà la medalla de bronze en la mateixa competició del programa de lluita grecoromana. En el seu palmarès també destaquen una medalla d'or i una de plata al Campionat del món de lluita. Un cop retirat exercí d'entrenador i àrbitre internacional de lluita.
Es casà amb la cantant Irina Loghin.